# 维勒讷沃 (吉伦特省)
维勒讷沃（法語：Villeneuve，法語發音：[vilnœv] ⓘ）是法国吉伦特省的一个市镇，属于布莱区。

## 地理
维勒讷沃（45°5'1"N, 0°37'40"W）面积4.63 平方千米，位于法国新阿基坦大区吉倫特省，该省份为法国西南部沿海省份，是法國本土面积最大的省，北起滨海夏朗德省，西临大西洋，南至朗德省，东南接洛特-加龍省，东临多爾多涅省。
与维勒讷沃接壤的市镇（或旧市镇、城区）包括：普拉萨克、戈里亚克、圣西耶德卡内斯、苏桑。
维勒讷沃的时区为UTC+01:00、UTC+02:00（夏令时）。

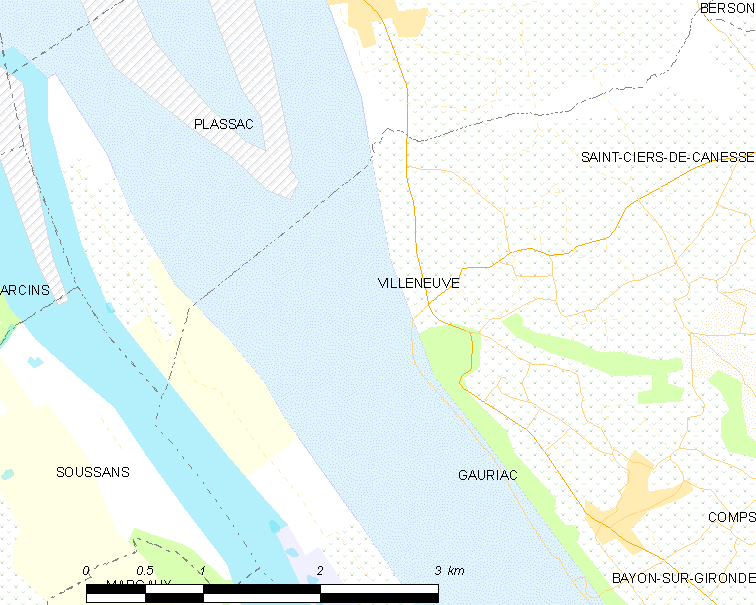
维勒讷沃的OSM定位图

## 行政
维勒讷沃的邮政编码为33710，INSEE市镇编码为33551。

## 政治
维勒讷沃所属的省级选区为河口县。

## 人口

1962-2008年间维勒讷沃人口变化图示

维勒讷沃于2022年1月1日时的人口数量为408人。